# هوراس براون
هوراس براون (بالإنجليزية: Horace Brown)‏ (1 يناير 1860 في المملكة المتحدة - ) هو لاعب كرة قدم بريطاني (وحمل سابقاً جنسية المملكة المتحدة لبريطانيا العظمى وأيرلندا) في مركز الوسط. لعب مع ستوك سيتي.